# Lecanorchidinae
De Lecanorchidinae (soms ook Lecanorchinae genoemd) vormen een subtribus van de Vanilleae, een tribus van de orchideeënfamilie (Orchidaceae)
De subtribus is monotypisch, ze omvat slechts één geslacht met ongeveer vijftien soorten.
Voor een beschrijving van deze subtribus, zie de geslachtsbeschrijving.

## Taxonomie
- Geslacht:
  - Lecanorchis